# Beyza Arıcı
Beyza Arıcı (Smirne, 17 luglio 1995) è una pallavolista turca, centrale dell'Eczacıbaşı.

## Carriera

### Club
La carriera di Beyza Arıcı inizia nella formazione dell'Işıkkent, prima di trasferirsi nel settore giovanile del VakıfBank. Nella stagione 2013-14 gioca nella Voleybol 2. Ligi col Seramiksan, mentre nella stagione seguente fa il suo esordio nella massima divisione turca col Sarıyer. Nel campionato 2015-16 difende i colori dell'İdman Ocağı, mentre nel campionato seguente veste la maglia del Çanakkale.
Nella stagione 2017-18 firma con l'Eczacıbaşı, vincendo la Coppa CEV 2017-18, tre edizioni della Supercoppa turca, una Coppa di Turchia e il campionato mondiale per club 2023.

### Nazionale
Nel 2017 con la nazionale under 23 vince la medaglia d'oro al campionato mondiale di categoria, venendo inoltre premiata come miglior centrale.
Sempre nel 2017 fa il suo debutto anche in nazionale maggiore, in occasione del World Grand Prix, mentre un anno dopo conquista la medaglia d'argento alla Volleyball Nations League.

## Palmarès

### Club
- Coppa di Turchia: 1

2018-19
- Supercoppa turca: 3

2018, 2019, 2020
- Campionato mondiale per club: 1

2023
- Coppa CEV: 1

2017-18

### Nazionale (competizioni minori)
- Campionato mondiale under 23 2017
- Montreux Volley Masters 2018

### Premi individuali
- 2017 - Campionato mondiale under 23: Miglior centrale